# 橘園宮

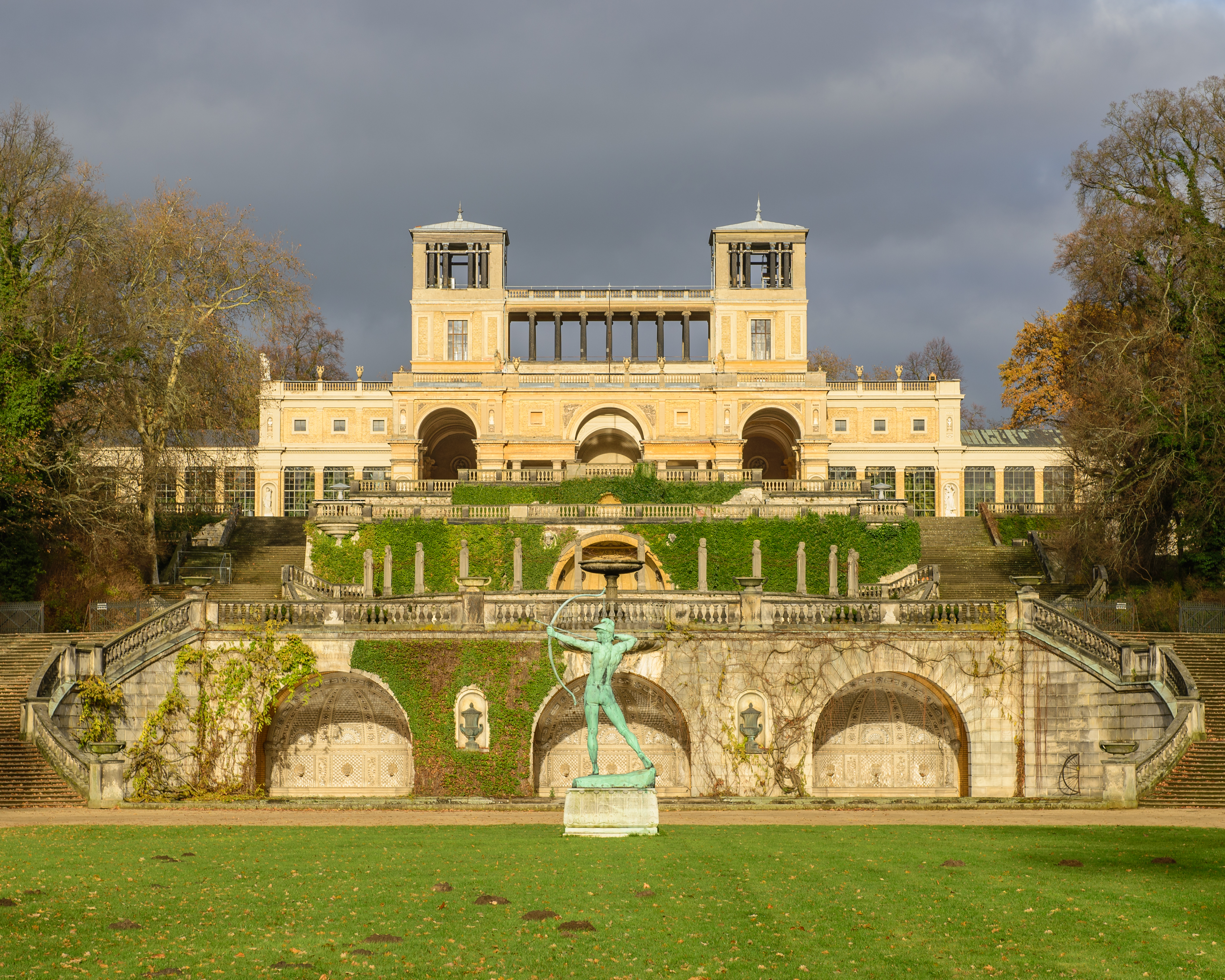
The Orangery Palace

橘園宮（德語：Orangerieschloss）是位於德國勃蘭登堡州波茨坦的一座宮殿，修建於1851年至1864年期間。和波茨坦的許多建築一樣，普魯士國王腓特烈·威廉四世也直接參與了這座宮殿的設計和修建。橘園宮的建築外觀為義大利文藝復興風格，融合了羅馬美第奇别墅和蒂沃利千泉宮的設計。

## 外部連結
- The Orangery in Sanssouci Park （页面存档备份，存于）
- The Ruinenberg, the Nordic Garden and Sicilian Garden, and the Potentestück
- Potsdam from Above - Orangerie

52°24′18″N 13°01′47″E / 52.40500°N 13.02972°E